# 남안다만섬

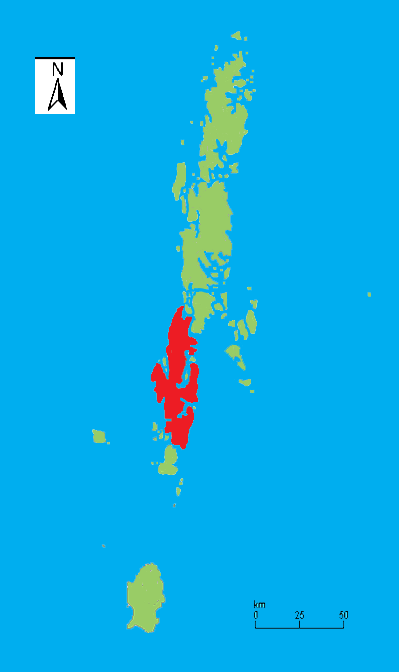
안다만 제도 중 남안다만섬의 위치

남안다만섬(South Andaman Island)은 인도령 안다만 제도의 가장 큰 섬으로서, 안다만 제도에서 가장 큰 도시가 존재한다. 북센티널섬과는 30km 떨어져 있다. 면적은 1,262 km2이다.